# Dekanat Sobótka
Dekanat Sobótka – jeden z 33 dekanatów w rzymskokatolickiej archidiecezji wrocławskiej.
W skład dekanatu wchodzi 10 parafii:
- parafia Wniebowzięcia Najświętszej Maryi Panny → Kobierzyce
- parafia Niepokalanego Poczęcia Najświętszej Maryi Panny → Maniów Wielki
- parafia św. Józefa Oblubieńca Najświętszej Maryi Panny → Nasławice
- parafia św. Jana Chrzciciela → Rogów Sobócki
- parafia Najświętszego Serca Pana Jezusa → Sobótka
- parafia św. Jakuba Apostoła → Sobótka
- parafia św. Stanisława Biskupa i Męczennika → Stary Zamek
- parafia Najświętszego Serca Pana Jezusa → Sulistrowice
- parafia Bożego Ciała i Najświętszej Maryi Panny Częstochowskiej → Wierzbice
- parafia Wniebowzięcia Najświętszej Maryi Panny → Zachowice